# 부수앙가다람쥐
부수앙가다람쥐(Sundasciurus hoogstraali)는 다람쥐과에 속하는 설치류의 일종이다. 필리핀의 토착종이다.